# (5103) Diviš
(5103) Diviš est un astéroïde de la ceinture principale.

## Description
(5103) Diviš est un astéroïde de la ceinture principale. Il fut découvert le 4 septembre 1986 à l'Observatoire Kleť par Antonín Mrkos. Il présente une orbite caractérisée par un demi-grand axe de 2,75 UA, une excentricité de 0,01 et une inclinaison de 4,9° par rapport à l'écliptique.

## Compléments